# 安大路西亞 (伊利諾伊州)
安大路西亞（英語：Andalusia）是位於美國伊利諾伊州羅克艾蘭縣的一個村落。

## 地理
安大路西亞的座標為41°26′26″N 90°43′15″W / 41.44056°N 90.72083°W，而該地最高點為海拔高度176米（即577英尺）。

## 人口
根據2010年美國人口普查的數據，安大路西亞的面積為3.07平方千米，當中陸地面積為3.07平方千米，而水域面積為0.00平方千米。當地共有人口1178人，而人口密度為每平方千米383人。